# Поляница (Сърбия)
Поляница (на сръбски: Пољаница или Poljanica) е котловина и историко-етнографска област в Югоизточна Сърбия. Административно е част от територията на община Враня, Град Враня, Пчински окръг. Исторически център на областта е село Градня, но днес местната самоуправа се намира в селата Власе, Големо село и Дреновац.

## География

### Географско положение
Поляница се нарича областта разположена при изворите и горното течение на река Ветерница, ляв приток на река Южна Морава. Тя представлява басейн, обграден от всички страни с планини. По своето географско положение спада към Лесковашко, понеже Ветерница е отворена на север и се спуска към Лесковац. Самите поляничани смятат, че Поляница е в Лесковашко а съседната област Иногоща във Вранско.
Географски Поляница е изолирана и значително непристъпна област, разположена между Враня и Лесковац. Нейната обособеност като самостоятелна област личи от най-стари времена. Това се вижда от останките на стари крепости, намиращи се в теснини на пътищата водещи към Враня и Лесковац. Това са крепостите Марково кале северно от Враня и Градище във Ветернишката клисура. Допълнителен фактор за изолираното и положение до освобождението от османско владичество през 1878 г. са били албанските села, разположени между Поляница и Враня от юг и между Поляница и Лесковац от север.

### Граници
На юг и изток границата на Поляница върви по вододела между реките Южна Морава и Ветерница. Този вододел разделя Поляница от съседната област Иногоща и околията на Враня. Най-високите части на вододела от юг са Криво Дърво (1223 м) и Широка Ливада (1246 м). От изток най-високи части са Грот, Брестова Чука, Брестовац, Уши, Облик, Лисац (връх Стража) и Орлова Чука. Частта от вододела между Облик и Лисац е почти с еднаква височина, като на нея се издигат незначителни възвишения. На север откъм Ветернишката клисура, границата на Поляница върви първоначално по билото на рида Витановица (или Уши), спускащ се от Лисац в западна посока, между реките Мияковска и Студенска до вливането им във Ветерница. След което границата върви по ридовете Остроглавски и Равноделски. Тези ридове ограждат Поляница от север. От запад Поляница е ограничена от югоизточните склонове на планината Голак, които представляват вододела между реките Ветерница и Ябланица от една страна и реките Търновашка и Крива от друга. Този вододел от север към юг върви по Оруглишко-Копиляшкия рид с най-висок връх Копиляк (1060 м), от там към юг вододела на места се снижава а на места височината му расте.

### Природни условия

#### Релеф
Поляница е затворена котловина, сместена между венец от планини. Землището на областта е хълмисто с изключение на тясна ивица покрай реките. Най-големите височини на Поляница се намира по вододела, който я обгражда от юг, изток и запад. На югоизток се извисяват върховете Грот (1327 м) и Облик (1310 м). Вододелът северно от Облик се снижава, поради което Поляница е най-достъпна от тази посока, през Иногоща, област много близка до Поляница, с която образуват етнографско цяло. Североизточно се извисява Лисац (1337 м). От юг вододела е заравнен и обезлесен, като най-високата му част е седловината Гоч (987 м), през която минава пътя от Поляница за Враня. От запад вододела е със сравнително еднаква височина. Само на едно място при село Тръстена се снишава до 852 м.
От граничния вододел към вътрешността на котловината се спускат ридове. При изворите на Ветерница ридовете са къси и стръмни а долините са дълбоки. Надолу по течението на реката ридовете стават дълги и височината им намалява плавно. Долините между ридове са доста дълбоки но страните им се спускат полегато. Някои от долините имат вид на клисури, такава например е долината на Тръстенската река в средния и дял, наричана от местните клисура. Равни места в котловината има малко. Основно по течението на Ветерница, най-вече при устието на Смилевишката река и до Ветернишката клисура.

#### Климат и води
Поляница е планинска област. Климатът е по-хладен в сравнение с Лесковашко и Вранско. Зимите са студени а в гористите части на областта и през лятото не се усеща горещина. В равнинната част край Ветерница е най-топло и снега се топи по-бързо. Макар че е обградена от всякъде от планини, областта не е защитена от вятъра.
Областта е богата на изворни и речни води. Извори има навсякъде в нея. Реки: Ветерница, Тръстена река, Смилевишка, Мияковска (Беривойщица в долното течение), Студенска и др. Торфени блата: Дреновачка Йезерина (в западната част на Гоч), Обличко Йезеро (Йезерище) при Тръстена, Йезеро при Рождаце и др. Минерални води няма в Поляница. Само при отделни селища (Власе и др.) се намират солени извори наричани Слана Вода или Сланик от местните.

## Население

### Брой
Според последното преброяване на населението в Република Сърбия през 2011 г., броя на жителите в шестнадесетте полянишки села възлиза на 2160 души..

### Етнически състав
Данните за етническия състав на населението в областта са от преброяването през 2002 г..
- сърби – 2971 жители (99,67%)
- хървати – 3 жители (0,10%)
- румънци – 2 жители (0,07%)
- македонци – 1 жител (0,03%)
- украинци – 1 жител (0,03%)
- неизяснени – 2 жители (0,07%)
- неизвестно – 1 жител (0,03%)

## Селищна мрежа
В Поляница са разположени селата: Дреновац, Добреянце, Сикире, Урманица, Смилевич, Рождаце, Станце, Ушевце, Градня, Власе, Драгобужде, Тръстена, Големо село, Мияковце, Крушева Глава и Стрешак. Това са истинските полянишки села, които географски спадът към областта. Освен тях, в по-старо време към Поляница са прибавяни и някои околни села, които по своето положение не спадат към нея. Това са селата: Тумба, Студена и Равни Дел във Ветернишката клисура, както и несъществуващите днес села Девотин и Биляница.